# مارك بليث
مارك بليث (بالإنجليزية: Mark Blyth)‏ هو عالم سياسة أمريكي، ولد في 1967 في دندي في المملكة المتحدة.